# Lista över segrare i Tour de France
Detta är en lista över segrare i Tour de France.

## Tabell
| №   | Tour | Totalsegrare        | Totalsegrare                          | Bergspristävlingen  | Poängtävlingen           | Ungdomspristävlingen     |
| №   | Tour | Tävlande            | Lag                                   | Bergspristävlingen  | Poängtävlingen           | Ungdomspristävlingen     |
| --- | ---- | ------------------- | ------------------------------------- | ------------------- | ------------------------ | ------------------------ |
| 1   | 1903 | Maurice Garin       | La Française                          | ÖÖ                  | ÖÖ                       | ÖÖ                       |
| 2   | 1904 | Henri Cornet        | Cycles Le Globe                       | ÖÖ                  | ÖÖ                       | ÖÖ                       |
| 3   | 1905 | Louis Trousselier   | Peugeot–Wolber                        | ÖÖ                  | ÖÖ                       | ÖÖ                       |
| 4   | 1906 | René Pottier        | Peugeot–Wolber                        | ÖÖ                  | ÖÖ                       | ÖÖ                       |
| 5   | 1907 | Lucien Petit-Breton | Peugeot–Wolber                        | ÖÖ                  | ÖÖ                       | ÖÖ                       |
| 6   | 1908 | Lucien Petit-Breton | Peugeot–Wolber                        | ÖÖ                  | ÖÖ                       | ÖÖ                       |
| 7   | 1909 | François Faber      | Alcyon–Dunlop                         | ÖÖ                  | ÖÖ                       | ÖÖ                       |
| 8   | 1910 | Octave Lapize       | Alcyon–Dunlop                         | ÖÖ                  | ÖÖ                       | ÖÖ                       |
| 9   | 1911 | Gustave Garrigou    | Alcyon–Dunlop                         | ÖÖ                  | ÖÖ                       | ÖÖ                       |
| 10  | 1912 | Odile Defraye       | Alcyon–Dunlop                         | ÖÖ                  | ÖÖ                       | ÖÖ                       |
| 11  | 1913 | Philippe Thys       | Peugeot–Wolber                        | ÖÖ                  | ÖÖ                       | ÖÖ                       |
| 12  | 1914 | Philippe Thys       | Peugeot–Wolber                        | ÖÖ                  | ÖÖ                       | ÖÖ                       |
| 13  | 1919 | Firmin Lambot       | La Sportive                           | ÖÖ                  | ÖÖ                       | ÖÖ                       |
| 14  | 1920 | Philippe Thys       | La Sportive                           | ÖÖ                  | ÖÖ                       | ÖÖ                       |
| 15  | 1921 | Léon Scieur         | La Sportive                           | ÖÖ                  | ÖÖ                       | ÖÖ                       |
| 16  | 1922 | Firmin Lambot       | Peugeot–Wolber                        | ÖÖ                  | ÖÖ                       | ÖÖ                       |
| 17  | 1923 | Henri Pélissier     | Automoto                              | ÖÖ                  | ÖÖ                       | ÖÖ                       |
| 18  | 1924 | Ottavio Bottecchia  | Automoto                              | ÖÖ                  | ÖÖ                       | ÖÖ                       |
| 19  | 1925 | Ottavio Bottecchia  | Automoto                              | ÖÖ                  | ÖÖ                       | ÖÖ                       |
| 20  | 1926 | Lucien Buysse       | Automoto                              | ÖÖ                  | ÖÖ                       | ÖÖ                       |
| 21  | 1927 | Nicolas Frantz      | Alcyon–Dunlop                         | ÖÖ                  | ÖÖ                       | ÖÖ                       |
| 22  | 1928 | Nicolas Frantz      | Alcyon–Dunlop                         | ÖÖ                  | ÖÖ                       | ÖÖ                       |
| 23  | 1929 | Maurice De Waele    | Alcyon–Dunlop                         | ÖÖ                  | ÖÖ                       | ÖÖ                       |
| 24  | 1930 | André Leducq        | Frankrike                             | ÖÖ                  | ÖÖ                       | ÖÖ                       |
| 25  | 1931 | Antonin Magne       | Frankrike                             | ÖÖ                  | ÖÖ                       | ÖÖ                       |
| 26  | 1932 | André Leducq        | Frankrike                             | ÖÖ                  | ÖÖ                       | ÖÖ                       |
| 27  | 1933 | Georges Speicher    | Frankrike                             | Vicente Trueba      | ÖÖ                       | ÖÖ                       |
| 28  | 1934 | Antonin Magne       | Frankrike                             | René Vietto         | ÖÖ                       | ÖÖ                       |
| 29  | 1935 | Romain Maes         | Belgien                               | Félicien Vervaecke  | ÖÖ                       | ÖÖ                       |
| 30  | 1936 | Sylvère Maes        | Belgien                               | Julián Berrendero   | ÖÖ                       | ÖÖ                       |
| 31  | 1937 | Roger Lapébie       | Frankrike                             | Félicien Vervaecke  | ÖÖ                       | ÖÖ                       |
| 32  | 1938 | Gino Bartali        | Italien                               | Gino Bartali        | ÖÖ                       | ÖÖ                       |
| 33  | 1939 | Sylvère Maes        | Belgien                               | Sylvère Maes        | ÖÖ                       | ÖÖ                       |
| 34  | 1947 | Jean Robic          | Östra Frankrike                       | Pierre Brambilla    | ÖÖ                       | ÖÖ                       |
| 35  | 1948 | Gino Bartali        | Italien                               | Gino Bartali        | ÖÖ                       | ÖÖ                       |
| 36  | 1949 | Fausto Coppi        | Italien                               | Fausto Coppi        | ÖÖ                       | ÖÖ                       |
| 37  | 1950 | Ferdi Kübler        | Schweiz                               | Louison Bobet       | ÖÖ                       | ÖÖ                       |
| 38  | 1951 | Hugo Koblet         | Schweiz                               | Raphaël Géminiani   | ÖÖ                       | ÖÖ                       |
| 39  | 1952 | Fausto Coppi        | Italien                               | Fausto Coppi        | ÖÖ                       | ÖÖ                       |
| 40  | 1953 | Louison Bobet       | Frankrike                             | Jesús Loroño        | Fritz Schaer             | ÖÖ                       |
| 41  | 1954 | Louison Bobet       | Frankrike                             | Federico Bahamontes | Ferdi Kübler             | ÖÖ                       |
| 42  | 1955 | Louison Bobet       | Frankrike                             | Charly Gaul         | Stan Ockers              | ÖÖ                       |
| 43  | 1956 | Roger Walkowiak     | Nordöstra–Centrala Frankrike          | Charly Gaul         | Stan Ockers              | ÖÖ                       |
| 44  | 1957 | Jacques Anquetil    | Frankrike                             | Gastone Nencini     | Jean Forestier           | ÖÖ                       |
| 45  | 1958 | Charly Gaul         | Nederländerna–Luxemburg               | Federico Bahamontes | Jean Graczyk             | ÖÖ                       |
| 46  | 1959 | Federico Bahamontes | Spanien                               | Federico Bahamontes | André Darrigade          | ÖÖ                       |
| 47  | 1960 | Gastone Nencini     | Italien                               | Imerio Massignan    | Jean Graczyk             | ÖÖ                       |
| 48  | 1961 | Jacques Anquetil    | Frankrike                             | Imerio Massignan    | André Darrigade          | ÖÖ                       |
| 49  | 1962 | Jacques Anquetil    | ACCB–Saint Raphael–Helyett–Hutchinson | Federico Bahamontes | Rudi Altig               | ÖÖ                       |
| 50  | 1963 | Jacques Anquetil    | Saint Raphael–Geminiani–Dunlop        | Federico Bahamontes | Rik Van Looy             | ÖÖ                       |
| 51  | 1964 | Jacques Anquetil    | Saint Raphael–Gitane–Campagnolo       | Federico Bahamontes | Jan Janssen              | ÖÖ                       |
| 52  | 1965 | Felice Gimondi      | Salvarani                             | Julio Jiménez       | Jan Janssen              | ÖÖ                       |
| 53  | 1966 | Lucien Aimar        | Ford France–Hutchinson                | Julio Jiménez       | Willy Planckaert         | ÖÖ                       |
| 54  | 1967 | Roger Pingeon       | Frankrike                             | Julio Jiménez       | Jan Janssen              | ÖÖ                       |
| 55  | 1968 | Jan Janssen         | Nederländerna                         | Aurelio González    | Franco Bitossi           | ÖÖ                       |
| 56  | 1969 | Eddy Merckx         | Faema                                 | Eddy Merckx         | Eddy Merckx              | ÖÖ                       |
| 57  | 1970 | Eddy Merckx         | Faema–Faemino                         | Eddy Merckx         | Walter Godefroot         | ÖÖ                       |
| 58  | 1971 | Eddy Merckx         | Molteni                               | Lucien Van Impe     | Eddy Merckx              | ÖÖ                       |
| 59  | 1972 | Eddy Merckx         | Molteni                               | Lucien Van Impe     | Eddy Merckx              | ÖÖ                       |
| 60  | 1973 | Luis Ocaña          | Bic                                   | Pedro Torres        | Herman Van Springel      | ÖÖ                       |
| 61  | 1974 | Eddy Merckx         | Molteni                               | Domingo Perurena    | Patrick Sercu            | ÖÖ                       |
| 62  | 1975 | Bernard Thévenet    | Peugeot–BP–Michelin                   | Lucien Van Impe     | Rik Van Linden           | Francesco Moser          |
| 63  | 1976 | Lucien Van Impe     | Gitane                                | Giancarlo Bellini   | Freddy Maertens          | Enrique Martínez Heredia |
| 64  | 1977 | Bernard Thévenet    | Peugeot–Esso–Michelin                 | Lucien Van Impe     | Jacques Esclassan        | Dietrich Thurau          |
| 65  | 1978 | Bernard Hinault     | Renault–Gitane–Campagnolo             | Mariano Martinez    | Freddy Maertens          | Henk Lubberding          |
| 66  | 1979 | Bernard Hinault     | Renault–Gitane                        | Giovanni Battaglin  | Bernard Hinault          | Jean-René Bernaudeau     |
| 67  | 1980 | Joop Zoetemelk      | TI–Raleigh–Creda                      | Raymond Martin      | Rudy Pevenage            | Johan van der Velde      |
| 68  | 1981 | Bernard Hinault     | Renault–Elf–Gitane                    | Lucien Van Impe     | Freddy Maertens          | Peter Winnen             |
| 69  | 1982 | Bernard Hinault     | Renault–Elf–Gitane                    | Bernard Vallet      | Sean Kelly               | Phil Anderson            |
| 70  | 1983 | Laurent Fignon      | Renault–Elf                           | Lucien Van Impe     | Sean Kelly               | Laurent Fignon           |
| 71  | 1984 | Laurent Fignon      | Renault–Elf                           | Robert Millar       | Frank Hoste              | Greg LeMond              |
| 72  | 1985 | Bernard Hinault     | La Vie Claire                         | Luis Herrera        | Sean Kelly               | Fabio Parra              |
| 73  | 1986 | Greg LeMond         | La Vie Claire                         | Bernard Hinault     | Eric Vanderaerden        | Andrew Hampsten          |
| 74  | 1987 | Stephen Roche       | Carrera Jeans–Vagabond                | Luis Herrera        | Jean-Paul van Poppel     | Raúl Alcalá              |
| 75  | 1988 | Pedro Delgado       | Reynolds                              | Steven Rooks        | Eddy Planckaert          | Erik Breukink            |
| 76  | 1989 | Greg LeMond         | ADR                                   | Gert-Jan Theunisse  | Sean Kelly               | Fabrice Philipot         |
| 77  | 1990 | Greg LeMond         | Z–Tomasso                             | Thierry Claveyrolat | Olaf Ludwig              | Gilles Delion            |
| 78  | 1991 | Miguel Indurain     | Banesto                               | Claudio Chiappucci  | Djamolidine Abdoujaparov | Álvaro Mejía             |
| 79  | 1992 | Miguel Indurain     | Banesto                               | Claudio Chiappucci  | Laurent Jalabert         | Eddy Bouwmans            |
| 80  | 1993 | Miguel Indurain     | Banesto                               | Tony Rominger       | Djamolidine Abdoujaparov | Antonio Martín Velasco   |
| 81  | 1994 | Miguel Indurain     | Banesto                               | Richard Virenque    | Djamolidine Abdoujaparov | Marco Pantani            |
| 82  | 1995 | Miguel Indurain     | Banesto                               | Richard Virenque    | Laurent Jalabert         | Marco Pantani            |
| 83  | 1996 | Bjarne Riis         | Team Telekom                          | Richard Virenque    | Erik Zabel               | Jan Ullrich              |
| 84  | 1997 | Jan Ullrich         | Team Telekom                          | Richard Virenque    | Erik Zabel               | Jan Ullrich              |
| 85  | 1998 | Marco Pantani       | Mercatone Uno–Bianchi                 | Christophe Rinero   | Erik Zabel               | Jan Ullrich              |
| 86  | 1999 | Ingen vinnare       | Ingen vinnare                         | Richard Virenque    | Erik Zabel               | Benoît Salmon            |
| 87  | 2000 | Ingen vinnare       | Ingen vinnare                         | Santiago Botero     | Erik Zabel               | Francisco Mancebo        |
| 88  | 2001 | Ingen vinnare       | Ingen vinnare                         | Laurent Jalabert    | Erik Zabel               | Óscar Sevilla            |
| 89  | 2002 | Ingen vinnare       | Ingen vinnare                         | Laurent Jalabert    | Robbie McEwen            | Ivan Basso               |
| 90  | 2003 | Ingen vinnare       | Ingen vinnare                         | Richard Virenque    | Baden Cooke              | Denis Mensjov            |
| 91  | 2004 | Ingen vinnare       | Ingen vinnare                         | Richard Virenque    | Robbie McEwen            | Vladimir Karpets         |
| 92  | 2005 | Ingen vinnare       | Ingen vinnare                         | Michael Rasmussen   | Thor Hushovd             | Jaroslav Popovytj        |
| 93  | 2006 | Óscar Pereiro       | Caisse d'Epargne–Illes Balears        | Michael Rasmussen   | Robbie McEwen            | Damiano Cunego           |
| 94  | 2007 | Alberto Contador    | Discovery Channel                     | Mauricio Soler      | Tom Boonen               | Alberto Contador         |
| 95  | 2008 | Carlos Sastre       | CSC–Saxo Bank                         | Carlos Sastre       | Óscar Freire             | Andy Schleck             |
| 96  | 2009 | Alberto Contador    | Astana                                | Egoi Martínez       | Thor Hushovd             | Andy Schleck             |
| 97  | 2010 | Andy Schleck        | Team Saxo Bank                        | Anthony Charteau    | Alessandro Petacchi      | Andy Schleck             |
| 98  | 2011 | Cadel Evans         | BMC Racing Team                       | Samuel Sánchez      | Mark Cavendish           | Pierre Rolland           |
| 99  | 2012 | Bradley Wiggins     | Team Sky                              | Thomas Voeckler     | Peter Sagan              | Tejay van Garderen       |
| 100 | 2013 | Chris Froome        | Team Sky                              | Nairo Quintana      | Peter Sagan              | Nairo Quintana           |
| 101 | 2014 | Vincenzo Nibali     | Astana                                | Rafał Majka         | Peter Sagan              | Thibaut Pinot            |
| 102 | 2015 | Chris Froome        | Team Sky                              | Chris Froome        | Peter Sagan              | Nairo Quintana           |
| 103 | 2016 | Chris Froome        | Team Sky                              | Rafał Majka         | Peter Sagan              | Adam Yates               |
| 104 | 2017 | Chris Froome        | Team Sky                              | Warren Barguil      | Michael Matthews         | Simon Yates              |
| 105 | 2018 | Geraint Thomas      | Team Sky                              | Julian Alaphilippe  | Peter Sagan              | Pierre Latour            |
| 106 | 2019 | Egan Bernal         | Team Ineos                            | Romain Bardet       | Peter Sagan              | Egan Bernal              |
| 107 | 2020 | Tadej Pogačar       | UAE Team Emirates                     | Tadej Pogačar       | Sam Bennett              | Tadej Pogačar            |
| 108 | 2021 | Tadej Pogačar       | UAE Team Emirates                     | Tadej Pogačar       | Mark Cavendish           | Tadej Pogačar            |
| 109 | 2022 | Jonas Vingegaard    | Team Jumbo–Visma                      | Jonas Vingegaard    | Wout van Aert            | Tadej Pogačar            |
| 110 | 2023 | Jonas Vingegaard    | Team Jumbo–Visma                      | Giulio Ciccone      | Jasper Philipsen         | Tadej Pogačar            |
| 111 | 2024 | Tadej Pogačar       | UAE Team Emirates                     | Richard Carapaz     | Biniam Girmay            | Remco Evenepoel          |

## Fotnoter
1. ↑  Bjarne Riis har erkänt att han var dopad under Tour de France 1996. Organisatörerna av tävlingen anser inte längre att Riis är den rättmätige segraren av tävlingen. UCI har dock ej ändrat den officiella listan över segrare. Jan Ullrich slutade tvåa i denna tävling.
2. ↑  Lance Armstrong vann den gula ledartröjan åren 1999 till 2005. I oktober 2012 fråntogs Armstrong alla sina meriter från UCI på grund av att han hade använt dopningsklassade preparat under denna period. Armstrong ströks sedermera som slutsegrare av Tour de France 1999–2005. UCI beslutade att ingen slutsegrare skulle utses för dessa år.
3. ↑  Tävlingen vanns ursprungligen av Alberto Contador, som senare tilldelades av en tvåårig avstängning på grund av dopning (Clenbuterol). I februari 2012 beslutade den internationella sportskiljedomstolen (CAS) att Contador skulle förlora sina resultat från år 2010, vilket gjorde loppets tvåa, Andy Schleck, till slutgiltig segrare.